# Assolo (film, 2016)
Pour les articles homonymes, voir Assolo (homonymie).
Pour plus de détails, voir Fiche technique et Distribution.
Assolo est une comédie italienne réalisée par Laura Morante et sortie en 2016.

## Synopsis
Flavia est une femme d'âge moyen qui a vécu deux divorces et a deux enfants. Elle a gardé de bonnes relations avec ses deux ex-maris, Gerardo et Willy, qui se sont tous deux remariés avec succès. Cependant, elle se sent seule et insatisfaite, bien qu'elle ait été accueillie dans cette grande famille élargie.

## Fiche technique
- Titre original : Assolo[1]
- Réalisation : Laura Morante
- Scénario : Laura Morante et Daniele Costantini
- Musique : Nicola Piovani
- Photographie : Fabio Zamarion
- Montage : Esmeralda Calabria
- Costumes : Agata Canizzaro
- Décors : Luca Perlini
- Société de production : Microundici
- Pays de production :  Italie
- Durée : 97 minutes
- Date de sortie : 
  - Italie : 5 janvier 2016

## Distribution
- Laura Morante
- Piera Degli Esposti
- Francesco Pannofino
- Gigio Alberti
- Lambert Wilson

## Production
Le film est tourné à Rome.

## Exploitation
Une bande-annonce a été diffusée pour la première fois sur le site de la Repubblica le 11 décembre 2015. Le même jour, une image de l'affiche du film a été publiée.
Lors de son premier week-end d'exploitation, le film est arrivé en huitième position, avec 684 000 euros de recettes.